# Веря-Богатырь
Веря-Богатырь (рум. Verea Viteazul) – персонаж румынского и молдавского фольклора, могучий  витязь, старший брат Иляны Косынзяны. Защищает её от Змея, который хочет похитить её и взять в жёны.
Как один из главных героев появляется в румынской сказке «Киперь-Витязул, Веря-Витязул и Муча-бессмертный» Александру Василиу, молдавской народной сказке «Веря-Витязул» (опубликована в научном сборнике «Женурь ши спечий фолклористиче»; Кишинёв «Штиинца» 1972) и молдавской сказке в обработке Григоре Ботезату «Фэт-Фрумос и Веря-Богатырь».
Все эти сказки с некоторыми вариациями описывают единый сюжет – подстрелив на охоте трёх голубок, Веря-Богатырь с конём и собаками располагается в лесу под огромным деревом. Когда он разводит костёр, чтобы поджарить голубей, то слышит с дерева голос старухи, которая жалуется, что ей холодно. Веря-Богатырь приглашает её спуститься к огню погреться. Старуха даёт ему три волосинки и велит бросить их на коня и собак. После того как он кидает волоски, она спускается к огню с лягушками на вертеле и норовит ими дотронуться до его голубей. Веря-Богатырь требует, чтобы она не портила ему еду, старуха отвечает, что тот, кто жарит голубей должен есть лягушек, а кто жарит лягушек должен есть голубей. Веря-Богатырь отталкивает её от огня. Тогда волоски превращаются в цепи и связывают его коня и собак, а старуха разрастается над ним страшилищем и, угрожая задушить, велит не шевелиться. В наказание старуха вспарывает ему живот, вынимает кишки, сердце и почки, а вместо них набивает ему живот конским навозом  или древесной гнилью. Старуха забирает внутренности Вери-Богатыря к себе в дом на верхушке дерева, с помощью мёртвой воды заживляет ему вспоротый живот, а перед тем как отпустить говорит, что если он расскажет кому-нибудь о случившемся, то сразу же умрёт. Веря-Богатырь возвращается в свой дворец.
В своей работе «Die rumänische Mädchen-Spinnstube und ihre Parallelen im Zaubermärchen» немецкий исследователь Ханс Финк проводит аналогию между старухой на дереве и известным немецким фольклорным персонажем Перхтой или фрау Берхтой.  Румыно-испанская исследовательница Ангела Кастинейра Ионеску в свою очередь в работе «Contribución al conocimiento de la estructura de los cuentos tradicionales románticos: el héroe en el cuento popular rumano» указывает на её извращённо-сексуальный фетишизм.